# Железопътна линия Наръш – Ватилък
Железопътна линия Наръш – Ватилък (на гръцки: Σιδηροδρομική γραμμή Νάρες – Βαθύλακκος) е теснолинейна (600 mm) линия (дековилка), съществувала в Южна Македония, Гърция от 1916 година.

## История
Линията е една от няколкото теснолинейки, построени по време на Първата световна война за тилова поддръжка на военните действия на Съглашението на Солунския фронт. Построена е в 1916 година. Целта на линията е да свърже нормалните железопътни линии Солун – Дедеагач и Солун – Скопие.
| Гари       | Гари                | Гари           | Гари               |
| Старо име  | Старо име на гръцки | Ново име       | Ново име на гръцки |
| ---------- | ------------------- | -------------- | ------------------ |
| Наръш      | Νάρες               | Неа Филаделфия | Νέα Φιλαδέλφεια    |
| Бугариево  | Μπουγαρίοβο         | Неа Месимврия  | Νέα Μεσημβρία      |
| Сарамурово | Σαρή Ομέρ           |                |                    |
| Ингилизово | Ίγγλις              | Анхиалос       | Αγχίαλος           |
| Топчиево   | Τοψίν               | Гефира         | Γέφυρα             |
| Ватилък    | Βαθύλακκος          |                |                    |

- Край Топчиево, юни 1916 година
- Гара Ингилизово
- Палатки край линията
- Гара, декември 1916 година
- Локомотив „Дековил“